# Tourton
Le tourton est une variété de beignet, farci d'une purée et frit dans l'huile. Le tourton est une spécialité culinaire des Hautes-Alpes. Certes ce tourton a la forme d'une raviole, mais subtilité, la raviole du Champsaur est en forme de quenelles.

## Historique
Le tourton est une spécialité  culinaire de la vallée du Champsaur, dans les Hautes-Alpes. Autrefois servi pour les fêtes de Noël, on l'appelait aussi « coussin du petit Jésus ».
Les tourtons traditionnels sont fabriqués à base de purée de pomme de terre et fromage pour les salés, de purée de pommes ou pruneaux pour les sucrés, chaque famille champsaurine gardant bien secrètement sa propre recette. Le tourton aurait été popularisé, en Provence, par les gavots (les provençaux montagnards de l'arrière-pays) descendus des vallées alpines pour les différents travaux agricoles, au cours du XIXe siècle. En 1985, la famille Pellegrin, originaire du petit village de Chantaussel, se lance dans la commercialisation des tourtons sous la marque « Tourtons du Champsaur », qui a fortement contribué à faire connaître le tourton au-delà de sa région d'origine.

## Composition

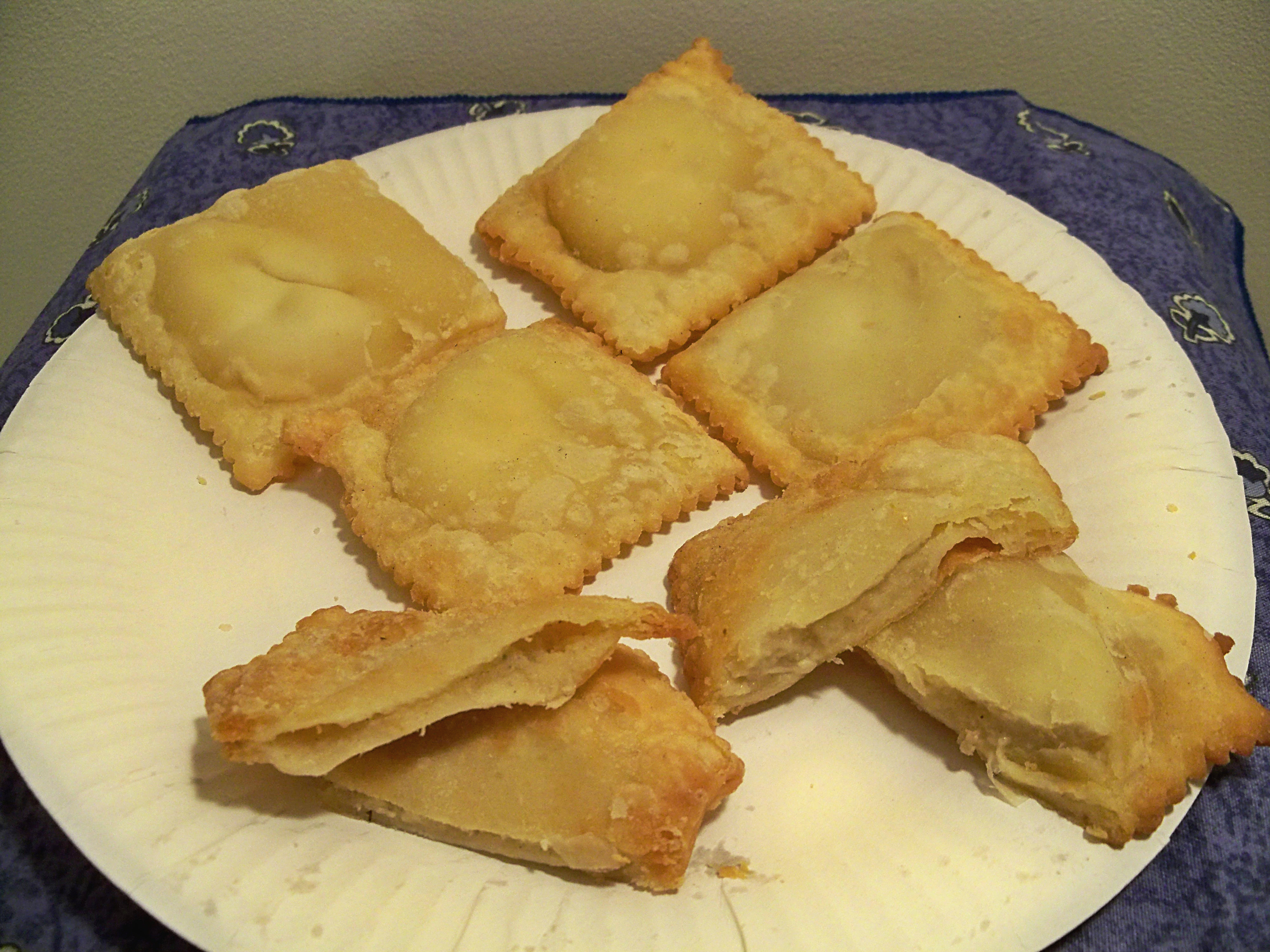
Tourtons au fromage de chèvre et aux pommes de terre.

Les tourtons se consomment en entrée, en accompagnement de viande, ou en dessert. Il n'y a pas de recette officielle et la farce peut se décliner de diverses manières, mais ce petit beignet à la pâte fine et croustillante est traditionnellement garni de purée de pomme de terre, agrémentée d'oignons ou de poireaux, beurre, œufs, crème fraîche épaisse, fromage (saint-marcellin, chèvre, roquefort…), sel et poivre. On trouve également assez communément des tourtons à base de viande ou d'épinards. Quant aux tourtons sucrés, ceux-ci sont traditionnellement préparés à base de compote de pommes ou pruneaux.
La recette des tourtons étant assez ancienne, l'évolution de celle-ci a vu apparaître de nouvelles saveurs (reblochon, dauphinois ou encore framboise, myrtille…). Le tourton se cuit environ 3 à 4 minutes dans l'huile (initialement dans de l'huile de noix) très chaude (180 °C). Les tourtons salés se mangent chauds, accompagnés d'une salade verte ou d'une viande.
Mets familial et convivial, le tourton a la réputation de « tenir au corps » et d'être un bon reconstituant par grand froid ou dur labeur.